# Skorupki (Mazovie)
Pour les articles homonymes, voir Skorupki.
Skorupki  [skɔˈrupki] est un village polonais de la gmina de Repki dans le powiat de Sokołów et dans la voïvodie de Mazovie, au centre-est de la Pologne.
Il est situé à environ 3 kilomètres au sud-ouest de Repki, 9 kilomètres au sud-est de Sokołów Podlaski et à 94 kilomètres à l'est de Varsovie.